# 福留政親
福留 政親（ふくとめ まさちか、生没年不詳）は、安土桃山時代から江戸時代初期の武将。土佐の戦国大名長宗我部氏の家臣。父は福留儀重。半右衛門。子に親茂。
長宗我部元親・盛親に仕える。関ヶ原の戦いで主家が没落し浪人、大坂の陣では盛親の陣に参陣したという説もあるが、関ヶ原後は加藤嘉明、ついで井伊直孝に仕え、大坂の陣では井伊隊に属し、徳川勢として参戦した（大日本史料・第十二編15～20）というのが事実で、没年は不詳であるが、1624年に徳川義直に仕えているので、少なくともその頃までは生存していたと思われる。